# Visor (editorial)
La editorial Visor es una editorial española dedicada fundamentalmente a la publicación de libros de poesía. En febrero de 2018, con medio siglo de existencia, alcanzó el millar de ejemplares publicados con un homenaje a Antonio Machado de 85 escritores españoles y latinoamericanos.

## Historia
Fundada en 1968 por Jesús García Sánchez, la editorial inauguró su trayectoria con la publicación de Una temporada en el infierno, de Arthur Rimbaud; el libro, que había sido vertido al castellano por el poeta español Gabriel Celaya, incluía una introducción del traductor y un prólogo de Jacques Rivière, y fue el primer volumen de la Colección Visor de Poesía.  Desde entonces, en su catálogo se han mezclado autores tan dispares como Gloria Fuertes, E. E. Cummings, Joaquín Sabina, Augusto Monterroso, Mario Benedetti, Tristan Tzara, Vicente Huidobro o la Szymborska. 
La Colección Visor de Poesía, que nacía con la portada negra, diseño y logo del entonces joven diseñador gráfico Alberto Corazón, acogió asimismo las obras ganadoras de prestigiosos certámenes, como el extinto Premio Rey Juan Carlos de Poesía, convocado por primera vez en 1983, y el Premio Fundación Loewe, cuya primera edición data de 1988. En años sucesivos el sello se prodigaría en esta labor, asumiendo la publicación de los poemarios galardonados con el Premio Casa de América de Poesía Americana, el Premio Internacional de Poesía Generación del 27, el Premio Hermanos Argensola, el Premio de Poesía Jaime Gil de Biedma, el Premio Claudio Rodríguez y el Premio Ciudad de Burgos, entre otros.
Entrado el siglo xxi Visor inició su expansión empresarial en Hispanoamérica. En 2014 abrió una sede en Colombia, y en 2017 en México, en alianza con Círculo de poesía.